# ジャン・フランセ
ジャン・ルネ・デジレ・フランセ（Jean René Désiré Françaix, 1912年5月23日 - 1997年9月25日）は、フランスの新古典主義音楽の作曲家。ピアニストや編曲家としても活躍し、多作家で、生気あふれる作風で知られる。没後の翌年から、フランス国内でフランセを讃えたジャン・フランセ国際音楽コンクールも開催されている。

## 生涯
フランセの天与の才能は、幼い頃から家庭環境によって育まれた。父親は音楽学者・作曲家・ピアニストであり、母親は声楽教師だった。6歳で作曲を始め、1922年の最初の出版作品は、ナディア・ブーランジェの注目を集める。当時彼女は、楽譜出版社のための仕事をしており、ブーランジェはフランセに音楽活動を薦めた。フランセ自身はしばしば自作を演奏して、公衆の注目を集めた。たとえば、『ピアノと管弦楽のためのコンチェルティーノ』のバーデン＝バーデン初演（1932年）が有名である。
フランセは若い頃から洗練されたピアニストで、パリ音楽院ピアノ科では首席に輝いており、ソリストや伴奏者としての道を模索したこともあった。チェリストのモーリス・ジャンドロンとの共演が有名だが、ジャック・フェヴリエの代役として、フランシス・プーランクの『2台のピアノのための協奏曲』で作曲者自身とピアノを共演することもあった。
しかしフランセの、やはり主要な業績といえば、きわめて積極的な作曲活動であった。生涯を通じて多作家であり、1981年においてさえ、「いつでも作曲している」と公言していたように、別々の作品を掛け持ちで書き上げるのが常だった。この習慣は没年まで続けられた。

## 作品
モーリス・ラヴェルはフランセの少年時代に、その両親に次のように述べている。
「この子の才能のうちで、私が見る限り、一人の芸術家として最も将来が有望視されるのは、旺盛な好奇心に恵まれているということです。くれぐれも親御さんが、かけがえないこの才能を潰したり、坊ちゃんの感受性をしなびさせたりしませんように」
フランセは多産な作曲家であり、幅広い作曲様式によって200曲以上の作品を残した。
作品はピアノ曲が中心を占めており、あらゆる管絃楽曲や合奏曲、とりわけ多くの室内楽曲では、ピアノの存在が目立っている。フランセは管弦楽法の手腕に長けており、音色の扱い方にその能力が発揮されている。フランセは大形式の楽曲を数多く手懸け、協奏曲や交響曲、オペラ、劇場音楽、バレエ音楽を残した。またカンタータなど、20世紀に関心が失われつつあった伝統的な楽種にも手を染めている。フランセは、古くからの表現方法に現代的なスピード感を付け加えたものの、自他ともに認める新古典主義者として、無調性や無形式の迷宮を斥け、声楽曲の作曲では、過去の偉大な前例に倣っている。また10点の映画音楽も残した。
作曲様式は、生涯を通じてほとんど変わらず、軽快さと機智にあり（自ら述べたところによると、目指したところは「喜びを与えること」だった）、旋律線同士のやりとりも目立っている。尊敬していた作曲家、たとえばイーゴリ・ストラヴィンスキーやラヴェル、プーランクらに影響されたが、取り入れたものは自分自身の確たる美学へとまとめ上げている。こういう側面は初期作品にも認められる。

## 主要作品
- スケルツォ "Scherzo" (1932年、最初の成熟した作品)
- ピアノと弦楽四重奏のための「8つのバガテル」 (1932年)
- 弦楽三重奏曲 (1933年)
- 木管四重奏曲 (1933年)
- バレエ音楽「海辺」 (1933年)
- フルート、ハープ、弦楽器のための四重奏曲 (1934年)
- サクソフォン四重奏のための「小四重奏曲」 "Petit quatour" (1935年)
- ピアノ協奏曲 (1936年)
- オラトリオ「ヨハネの黙示録 L'apocalypse selon Saint-Jean 」 (1939年)
- 音楽喜劇「 L'apostrophe 」(1940年)
- 木管五重奏曲 (1948年)
- バレエ音楽「夜の令嬢 Les demoiselles de la nuit 」(1948年)
- 映画音楽「ナポレオン Napoléon」 (1954年)
- オーボエと管弦楽のための「花時計 L'horloge de Flore 」(1959年)
- 無伴奏フルートのための組曲 (1962年)
- 弦楽合奏のための「6つの前奏曲 Six preludes 」(1963年)
- 2台ピアノのための協奏曲 (1965年)
- 歌劇「クレーヴの奥方 La princesse de Clèves 」(1965年) 成功作の一つ
- フルート協奏曲 (1967年)
- クラリネット協奏曲 (1968年)
- 10の管楽器のための性格的な9つの小品 (1973年)
- コントラバス協奏曲 (1974年)
- 3群のオーケストラのための「カッサシオン Cassazione 」(1975年)
- クラリネット五重奏曲 (1977年)
- ギターのためのセレナータ (1978)
- コントラバスと10本の管楽器のためのモーツァルトニュールック(1981)
- リコーダーとギターのためのソナタ (1984年)
- フルートとクラリネット、管弦楽のための二重協奏曲 (1991年)
- アコーディオン協奏曲 (1993年)
- オーボエ、ファゴット、ピアノのための三重奏曲 (1994年)
- バリトン独唱、テナー・サックス、ピアノのための「 Neuf Historiettes de Tallemant des Réaux 」 (1997年、絶筆)
- 4つのトランペットとオルガンのための「凱旋行進曲 Marche Triomphale 」

## 文献
- Muriel Bellier, Les Années trente au Mans : aspects de la vie culturelle et musicale, in Revue historique et archéologique du Maine, Le Mans, 1998, 3 série, tome 18, tome CXLIX de la collection, p. 305-336 (ill.)